# Ídolo de Shigir
El Ídolo de Shigir (en ruso: Шигирский идол ), es la escultura de madera más antigua encontrada en el mundo, realizada durante el período Mesolítico, alrededor de 9.000  a. C. Con la madera de un árbol que ya tenía 150 años de antigüedad. Se muestra en el Museo "Exposición Histórica" en Ekaterimburgo, Rusia. 

## Descubrimiento
El ídolo fue descubierto el 24 de enero de 1890 a una profundidad de 4 metros, en la turbera de Shigir, en la vertiente oriental de los Urales centrales, en la periferia occidental de Siberia, cerca de la aldea de Kalata (ahora Kirovgrad) a unos 100 km al noroeste de Ekaterimburgo. Las investigaciones en esta área habían comenzado 40 años antes tras el descubrimiento de una gran variedad de objetos prehistóricos en una mina de oro a cielo abierto.
Dado el mal estado de conservación de la madera, el ídolo fue extraído en varias partes de la ciénaga.

## Reconstrucción
El primer intento por reconstruir el ídolo fue por parte del entonces comisario de las colecciones arqueológicas del museo, el profesor Lobanov, que combinó los principales fragmentos para reconstituir una escultura de 2,80 metros de altura, con los brazos y las piernas cruzadas. Sin embargo, varias de las partes, tales como los "brazos" no tenían relación entre sí, y algunos fragmentos no se utilizaron en absoluto.
En 1914, el arqueólogo ekaterimburgués Vladimir Tolmatsjev, propuso una variante de esta reconstrucción mediante la integración de los fragmentos no utilizados anteriormente. El ídolo en la versión Tolmatsjev creció a 5,3 metros. Más tarde, la parte inferior de 193 cm se perdió, y ahora el conjunto solo puede ser observado completo sobre la base de los dibujos de Tolmatsjev.

## Datación

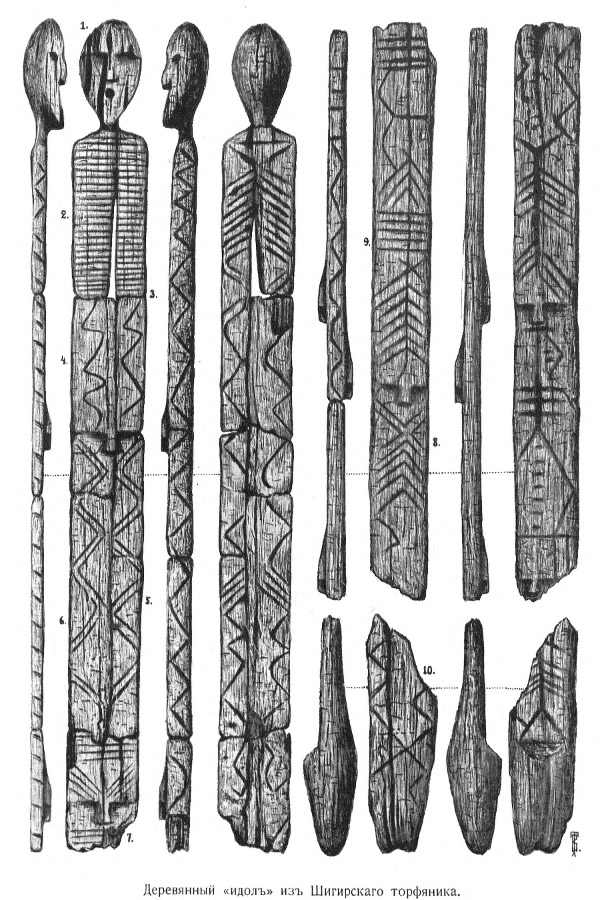
Imágenes en blanco y negro

Por más de cien años hubo un acalorado debate sobre la datación del ídolo. Las opiniones diferían desde el Neolítico (sexto-quinto milenios a. C.), a la Edad del Bronce (segundo milenio a. C.) e incluso, principios de la Edad del Hierro (primer milenio a. C.).
Alrededor de 1997, el ídolo empezó a desmoronarse, y se decidió que una restauración importante se necesitaba con urgencia. Sin embargo, se decidió primero realizar una datación por radiocarbono. El análisis fue realizado por el Instituto de Historia de la Cultura Material de San Petersburgo y el Instituto de Ciencias Geológicas de Rusia de Moscú. Los resultados de ambos estudios fueron consistentes: el ídolo se talló en el período Mesolítico, determinándose una edad de 9500 años. Según un estudio posterior, realizado en Alemania en 2015, el ídolo tendría una antigüedad de 11 000 años, remontándose por tanto a aprox. 9.000 a. C.
Un estudio por espectometría de masas reveló que el ídolo estaba hecho de madera de alerce; el recuento de anillos de crecimiento indica que el árbol tenía una edad de más de siglo y medio cuando fue cortado.

## Decoración
El cuerpo del ídolo está decorado por todos los lados, con figuras geométricas incisas en las superficies amplias del ídolo. Los dibujos de Tolmatsjev muestran cinco decoraciones arriba similares a máscaras: tres en la parte delantera y dos en la parte posterior. Durante la instalación de una exposición en agosto de 2003 en la parte posterior del ídolo, se encontró una sexta máscara. En contraste con las otras máscaras, que tienen bordes en ángulo recto para el modelado de la nariz, la sexta máscara era un trozo de madera de modo que la nariz era más corta que las otras máscaras, de forma cónica y más prominente, lo que es un cierto grado de similitud a la cara de un animal.
Cada máscara es la culminación de una figura tallada. Todas las tallas son altamente individualizadas, algunas de ellas son imágenes antropomorfas talladas en estilo "esquelético". En estas imágenes, los investigadores identificaron caracteres superiores (celestiales) y del inframundo (bajo el agua o bajo tierra), lo femenino y lo masculino, el mundo vegetal y el animal.